# Women's land
Women's land (soms geschreven als womyn's land) is een Engelse term voor een commune of woongemeenschap van meest lesbische vrouwen, waar contact met mannen wordt vermeden. Het zijn agrarische communes op het platteland, waar vrouwen een grote persoonlijke vrijheid combineren met een leven volgens gedeelde waarden en ideologie. Er moeten vele honderden gesticht zijn, vooral in de Verenigde Staten, maar ook in onder meer Canada, Europa, Australië en Nieuw-Zeeland.
Het fenomeen steunt op het radicaal- en het lesbisch feminisme, die beide stellen dat de door mannen georganiseerde en gedomineerde samenleving fundamenteel slecht is voor vrouwen. Men vindt dat vrouwen alleen tot bevrijding en bloei kunnen komen door zich daarvan in meer of mindere mate af te wenden. De communes zijn een radicale uiting van dat gedachtegoed en ze ontstonden begin jaren zeventig. Er werd gestreefd naar zelfvoorzieningslandbouw, vaak op ecologische en/of biodynamische wijze, maar andere mogelijkheden om geld te verdienen waren er beperkt. De communes werden met elkaar en met andere lesbische gemeenschappen verbonden door een gedeelde ideologie, tijdschriften, netwerken van activisten en door rondreizende vrouwen. De mate waarin maatschappelijke afzondering ook betekende dat men al het mannelijke weerde, varieerde naar plaats en tijd. Zeker in de beginjaren waren er nogal wat communes waar gestreefd werd naar een zo goed als penisvrije omgeving.
Na een tijd van bloei volgde vanaf midden jaren tachtig een neergaande trend, met in de loop van de jaren negentig een klein herstel. Het werden meer woongemeenschappen dan communes en de structuren minder anarchistisch. Ook ontstonden er nieuwe woon- en organisatievormen. In elk geval in 2018 bestonden er nog enkele tientallen gemeenschappen, maar van een echt collectivistische commune is doorgaans geen sprake meer. Door een gebrek aan vers bloed, dat samenhangt met een sterk verminderd belang van de achterliggende ideologieën, hadden die vooral een oudere bevolking.
Het Nederlandse collectief Lesbian Nation speelde eind jaren zeventig met de gedachte een eiland te kopen om daar een 'vrouwenland' te vestigen, maar kon dit niet verwezenlijken.

## In de VS en elders
De lesbische communebeweging ontstond in de Verenigde Staten. Daarna vormden zich gemeenschappen in Canada, Europa, Australië en Nieuw-Zeeland. Op het hoogtepunt van de beweging bevond zich ruwweg twee derde in de VS, anno 2018 lag dat aandeel rond de 90%. Over de gemeenschappen in de VS is veel meer gepubliceerd dan over die in andere landen. Waar in dit artikel geschiedenis en kenmerken beschreven worden, gaat dat in het algemeen over die in Noord-Amerika. Indien gemeenschappen elders worden beschreven, wordt dat expliciet vermeld. De nader beschreven communes aan het eind van dit artikel staan alfabetisch gerangschikt.

### Naamgeving en etymologie
In de VS heette het verschijnsel in de eerste jaren women's land, omdat het verbonden was met de vrouwenbeweging en men landbezit voor alle vrouwen mogelijk wilde maken. Toch werd relatief snel duidelijk dat de meeste bewoonsters lesbisch waren. Binnen het radicaal feminisme kwam vanaf 1975 de schrijfwijze womyn in zwang, in een van vele pogingen de man te verwijderen uit hun woorden zowel als uit hun dagelijks bestaan.
De schijfwijze womyn (enkelvoud womon) is in een later stadium geassocieerd geraakt met dat deel van het radicaal- en lesbisch feminisme dat transvrouwen niet beschouwt als vrouwen en hen dus niet wil toelaten tot vrouwenomgevingen. Daarmee raakte die spelling uit de gratie en is het alternatief womxn bedacht, dat echter nooit veel gebruikt werd. Een ander alternatief voor women is het woord wimmin, dat een 'volkse' oorsprong heeft en al in 1938 werd gebruikt. Mede omdat de bevolking van de gemeenschappen in de loop van de geschiedenis ideologisch diverser is geworden, hanteert een groot deel van de meer recente literatuur weer de term women's land.
Het scheldwoord dyke (pot) werd in de jaren tachtig door Engelstalige lesbo's bij wijze van geuzennaam ingepikt. Daarna noemden betrokkenen van deze vaak op het platteland gelegen lesbische woongroepen zich land dykes of landykes (landpotten). De beweging als geheel werd toen land dyke movement genoemd.

## Achtergrond en ontstaan
Het verschijnsel women's land ontstond uit het samenkomen van een aantal factoren. De voornaamste daarvan zijn een ideologische afkeer van de mannenmaatschappij, het in andere omgevingen beleefde genoegen van uitsluitend onder vrouwen te zijn, de idealistische communes van de hippiecultuur en een vroeg milieubewustzijn en streven naar duurzaamheid.

### Buiten de samenleving
Sociale bewegingen ontwikkelen zich vaak volgens een vast patroon. Eerst is er bewustwording en daardoor groei van de beweging, gevolgd door pogingen de rest van de samenleving van de doctrines te overtuigen. Dat activisme kan zich verharden als de maatschappij onvoldoende (snel) reageert op de wensen van de beweging. Als ook dat geen resultaat oplevert, kan separatisme in beeld komen: men wendt zich van de samenleving af.
Als lesbische vrouwen hun geaardheid in een geleefd leven wilden opnemen, konden ze in veel westerse landen nog tot in de jaren zeventig nauwelijks het gevoel hebben deel te zijn van de samenleving. Ze werden in wetten en cultuur openlijk gediscrimineerd, werden soms verstoten door hun familie, konden last hebben van geweld of dreiging daarmee en alle homoseksualiteit werd vaak nog als een psychische stoornis gezien. Lesbische meningsuitingen werden onderdrukt en dito organisaties leidden een marginaal bestaan. Door de maatschappelijke onzichtbaarheid konden lesbo's ook moeilijk met elkaar in contact komen. De meesten hielden hun seksuele identiteit zoveel mogelijk privé en leidden daardoor een dubbelleven. Daarnaast deelden ze in het seksisme en de achtergestelde positie die alle vrouwen ten deel viel.
Na de Stonewall-rellen van 1969 kwam daarin verandering en homo-organisaties konden een begin maken met de strijd voor gelijkberechtiging en maatschappelijke erkenning. Begin jaren zeventig waren daarbij al belangrijke vorderingen gemaakt, maar een volledige acceptatie in alle lagen en geledingen van de samenleving was nog ver weg.

#### Rurale communes
Plattelandscommunes in bredere zin waren in de Verenigde Staten in meerdere periodes tijdelijk populair en staan daar als een 'terug-naar-het-land'-beweging bekend. Aanhangers verlieten de steden om een vaak geromantiseerd agrarisch leven op te bouwen in afgelegen gebieden. In de jaren zestig ontstond zo'n golf uit de tegencultuur van die tijd en de communes van de hippiecultuur waren de directe voorgangers van de vrouwencommunes. Ze hebben onder meer een antiautoritaire inslag en een streven naar zelfvoorzieningslandbouw ingebracht.

### Activisme
In de VS hadden de leden van de eerste communes vaak een achtergrond in politiek activisme. Velen hadden deelgenomen aan protesten tegen de Vietnamoorlog of waren betrokken bij de burgerrechtenbeweging. Anderen waren (ook) actief geweest binnen Nieuw Links of waren bijvoorbeeld kinderen van Amerikaanse communisten. Verder waren ze dikwijls actief (geweest) in de vrouwenbeweging. Het feminisme, met mogelijkheden voor netwerken via onder meer de vrouwenpraatgroepen, is voor lesbo's van enorm belang geweest voor het leggen van persoonlijke contacten en daarmee het doorbreken van een sociaal isolement.

### Feminisme en separatisme

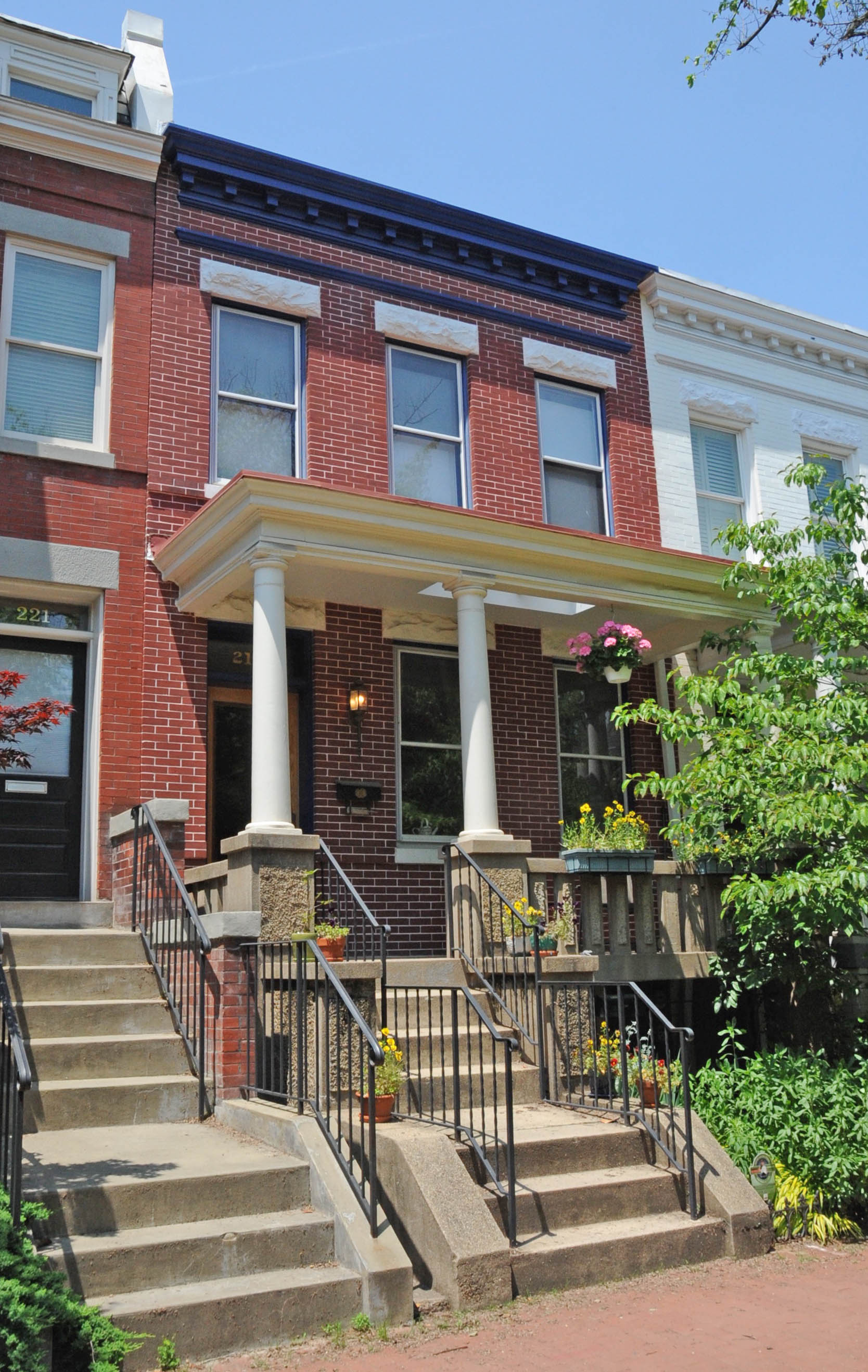
Het huis van de lesbische commune "The Furies Collective"

Politiek bewuste lesbische vrouwen werden in hoge mate gevormd door aanvankelijke samenwerking met mannen in de homobeweging en met andere vrouwen binnen het feminisme. Ze verlieten de homobeweging omdat de mannen er vaak net zo seksistisch waren als de rest van de samenleving. In feministische organisaties hadden ze een belangrijke rol, maar daar waren ze in het begin zo goed als onzichtbaar of werden als een bedreiging gezien.
Begin jaren zeventig kwam separatisme in zwang binnen de tweede feministische golf, maar aanvankelijk nog binnen organisaties die midden in de samenleving stonden. Er vormden zich vrouwenpraatgroepen en diverse organisaties speciaal voor vrouwen. Politiek bewuste lesbo's, nog ontevreden over hun zichtbaarheid in de homo- en vrouwenbewegingen, omarmden het separatisme en stichtten talloze vooral culturele instellingen voor een uitsluitend vrouwelijk publiek. Daaronder waren vrouwencafés en -festivals waar geen mannen werden toegelaten, vrouwenuitgeverijen en -boekwinkels en er ontstond een bloeiende vrouwencultuur op de terreinen muziek, literatuur en mode. Verder waren lesbische vrouwen in de VS vaak betrokken bij blijf-van-mijn-lijfhuizen en andere instellingen voor vrouwenzorg en -veiligheid. In de cultuursector en de instellingen hielden de lesbo's vaak een zekere controle, konden ze hun zichtbaarheid vergroten zonder hun seksuele identiteit te benadrukken en waren hetero- en biseksuele vrouwen meestal ook welkom. Samenwerken met alleen maar vrouwen beviel de lesbo's vaak erg goed. Op de festivals ervaarden bezoeksters een soms euforisch gevoel van bevrijding, alleen al door er uitsluitend onder vrouwen te zijn.
In 1971 werd in Washington D.C. de lesbische commune The Furies Collective gevestigd. Naast het gezamenlijk voeren van een huishouden hielden twaalf jonge vrouwen zich er bezig met politiek, radicale theorievorming en het uitgeven van een blad. De commune bestond slechts iets meer dan een jaar, maar was van grote invloed op het feminisme in de VS. In 1973 werd in de staat Oregon de eerste vrouwencommune gesticht op het platteland.

### Invloed van ideologie en literatuur
Het radicaal feminisme was van invloed in het afwenden van de mannenmaatschappij en in het vaststellen van wat men niet wilde zijn. De doctrines van het lesbisch feminisme waren daarbij ook van nut, maar vooral bepalend voor hoe men wel wilde leven. Het cultureel feminisme, dat stelt dat de vrouw van nature superieure eigenschappen heeft, was in de communebeweging van belang bij het ontwikkelen van een eigen culturele identiteit en bij het scheppen van nieuwe relatie- en organisatievormen. Ideologie omtrent duurzaamheid en milieu die in de communes opgang deed, kan achteraf als een vroege vorm van ecofeminisme worden aangemerkt.
Het boek Lesbian Nation (1973) van de radicaal lesbisch-feministische Jill Johnston had een grote, inspirerende invloed op het verlangen naar afzondering. Andere werken die het separatisme hebben bevorderd, zijn The Dialectic of Sex (1970) van Shulamith Firestone en Amazon Odyssey (1974) van Ti-Grace Atkinson.
De in 1974 gestichte commune WomanShare in Oregon bracht na twee jaar het boek Country Lesbians uit. Daarin werden persoonlijke ervaringen beschreven en praktische kennis gedeeld, bijvoorbeeld over het houden van schapen. Ook ging het in op de wettelijke en organisatorische moeilijkheden rond het gezamenlijk aankopen van land. In de VS en in Groot-Brittannië werd dit boek breed verspreid en er kwamen vertalingen in het Duits en Japans. Een ander belangrijk werk was The Woman’s Carpentry Book: Building Your Home from the Ground Up (1976), waarin ervaringen van communeleden waren vastgelegd over efficiënt en goedkoop bouwen. In dit boek werden alle aspecten van het bouwen beschreven, inclusief gereedschappen en materialen, op een voor leken begrijpelijke wijze.
Ten slotte bestaat er een aanzienlijke hoeveelheid fictie die landen of organisaties van uitsluitend vrouwen als thema heeft en die een bezielende invloed had op lesbische vrouwen. Deze literatuur, die vaak onder sciencefiction of fantasy valt, heeft een sterk utopistisch en idealistisch karakter. Voorbeelden zijn The Wanderground (1978) van Sally Miller Gearhart, Motherlines (1978) van Suzy McKee Charnas en Daughters Of A Coral Dawn (1984) van Katherine V. Forrest. De Free Amazons of Darkover (vanaf 1976) uit de Darkover-serie van Marion Zimmer Bradley stimuleerde soms lesbische vrouwen om te leven volgens in de verhalen beschreven regels en tot het vormen van vrouwengemeenschappen.

## Ontwikkeling

### Vroege jaren
Het geheel van de communes werd aanvankelijk de women's land movement genoemd, hoewel al snel duidelijk werd dat de bevolking er voornamelijk uit lesbo's bestond. Het was een tijd van 'vrijheid, blijheid', waarbij gebruik van alcohol en drugs alom werd getolereerd en de communes zich bevonden in een spanningsveld tussen anarchisme en collectivisme. De constructie "open land" was niet ongebruikelijk: elke vrouw kon zich er vestigen, een onderkomen bouwen en deelnemen aan het gemeenschapsleven. Monogamie was een zeldzaamheid en de leden wisselden regelmatig van partner. Een aantal communes had vaste bewoonsters, maar het regelmatig wisselen van gemeenschap was ook niet ongebruikelijk. Sommige vrouwen waren eigenlijk constant op reis, van het ene naar het andere women's land. Reizen en uitwisselen waren van belang bij het verspreiden van kennis en ideologie, maar het had negatieve gevolgen voor de continuïteit.
Het lesbisch utopisme werd in verscheidene vooral westerse landen gevoeld en gedeeld en ook daar werden communes gevestigd op het platteland, gericht op zelfvoorziening en zelfbestuur.

### Jaren tachtig
In het begin van de jaren tachtig werd de beweging meer (exclusief) lesbisch en het werd door betrokkenen de lesbian land movement (lesbisch-landbeweging) genoemd. Door een toename van communes in andere landen, en contacten daarmee, werd de beweging internationaler. Waar de communes zich in de VS aanvankelijk in zeven staten hadden bevonden, kon men deze nu vrijwel overal aantreffen. Er kwam kritiek op de vooral blanke populatie van de communes en ideologieën en praktijken werden daarop aangepast, maar zonder veel resultaat. Al te anarchistische gebruiken werden afgeschaft en gebruik van alcohol en drugs ontmoedigd. De nog bestaande communes werden stabieler door uitontwikkelde regels en organisatievormen. Toch waren er nog harde lessen te leren vanwege de vaak geïsoleerde ligging op arme grond. Door een combinatie van gebrekkige welstand, gevoelens van isolatie, schamele onderkomens met gebrekkig sanitair en interpersoonlijke conflicten raakten communes in een neerwaartse spiraal. Ook verlieten bewoonsters soms de communes omdat ze ontevreden waren over een gemarginaliseerd leven ten behoeve van een ongrijpbare revolutie en omdat ze een leven in de steden toekomstbestendiger achtten.
De beweging in de VS als geheel profiteerde van de opkomst van stabiele en breed gesteunde publicaties die een bindende factor vormden. Daaronder bevonden zich de tijdschriften Maize en Lesbian Land, alsmede de gids Shewolf’s Directory of Wimmin’s Lands.

### Jaren negentig
In de jaren negentig zag de beweging eerst een doorgaand verval, maar vanaf het midden ervan een zekere consolidatie. Betrokkenen gingen zich openlijk land dykes of landykes (landpotten) noemen. Binnen een vaak gezamenlijk grondbezit kregen bewoonsters hun onderkomen, tuin en akker meest individueel in beheer. Er ontstonden organisatievormen om dat te ondersteunen, zoals in de VS de "rural lesbian neighborhood". Het collectivisme verdween van de meeste gemeenschappen en werd zelfs als ouderwets gezien. Organisaties werden opnieuw professioneler, met mediators van buitenaf en gekozen bestuurders. De gemeenschappen werden beter in het vermarkten van hun ambachtelijke producten en deze werden niet meer, zoals in de jaren tachtig, uitsluitend aan andere lesbo's verkocht. De beweging slaagde er echter niet of nauwelijks in om vers bloed aan te trekken.
De jaarlijks georganiseerde 'Landdyke Gathering' was van nut bij het ontmoeten, uitwisselen en netwerken, hoewel niet alle gemeenschappen tijd en geld hadden om leden af te vaardigen. Het evenement trekt bezoekers uit de VS, Canada en soms ook andere landen. Begin jaren negentig werd de organisatie Lesbian Natural Resources (LNR) opgericht, een instelling die onder meer subsidies en cursussen aanbiedt voor de lesbische gemeenschappen.
Een relatief nieuw verschijnsel in de VS is het "gated park", een besloten kampeerterrein voor campers en caravans, waar vooral lesbische vrouwen verblijven. Aanvankelijk werden bestaande parken door lesbische ondernemers overgenomen en getransformeerd. In 1995 werd zo'n park in de staat Florida geheel nieuw opgezet en in 2005 telde het terrein 330 bewoonsters op 278 kavels. Een deel woonde er het hele jaar, de rest alleen in het kampeerseizoen.

### Vanaf 2000
In de huidige eeuw kenmerken de gemeenschappen zich door een vaak kleinere omvang en opnieuw een afname van het aantal. Een groot deel had anno 2018 een vooral oudere bevolking. Ze zijn doorgaans voor medische zorg onvoldoende verzekerd, hetgeen zeker in de VS een bron kan zijn van financiële stress. Een toenemend aantal communes bestaat alleen nog op papier, of heeft tijdelijke beheerders maar geen vaste bewoonsters meer. Wel staat de grond vaak open voor nieuwe leden, of voor kampeerders, workshops en ander kort verblijf.
Toch zijn er nog gemeenschappen die tot enkele tientallen leden tellen en sterker zijn dan ooit. Vaker wel dan niet heeft dit in het recente verleden betekend dat men zich openstelde voor andere minderheden, zoals transgenders of biseksuele vrouwen. Men zegt er het separatisme niet meer na te streven en bezoek van of samenwerking met mannen is meestal goed mogelijk. Toch leiden deelnemers er een teruggetrokken bestaan onder gelijkgestemde (vaak lesbische) vrouwen. Sommige gemeenschappen afficheren zich thans als "lesbian residential/retirement community", waar oudere vrouwen samen leven. Ook zij zijn veel minder separatistisch ingesteld dan vroegere communes.
Een nieuwe commune is inmiddels een zeldzaamheid, maar dat komt buiten Amerika nog wel voor. In 2012 vestigden zes feministische vrouwen een landbouwcommune in het oosten van Taiwan, onder de naam "Land Dyke Feminist Family Farm".

## Kenmerken

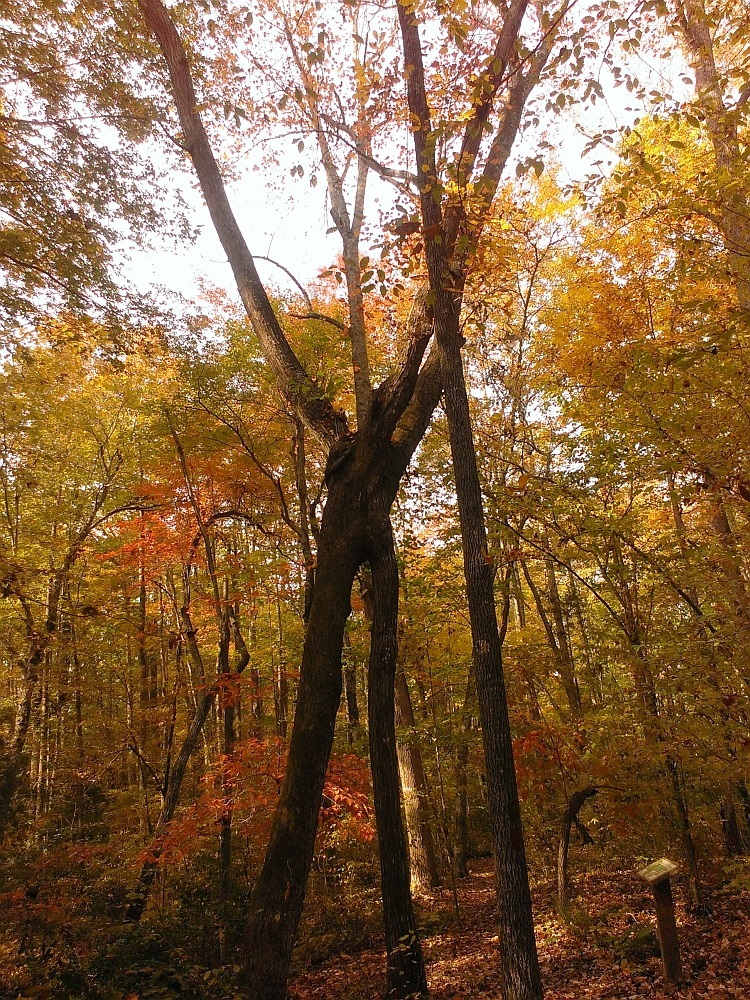
Het landschap van de Bold Moon Farm in North Carolina in de VS

Op het gebied van de kenmerken en gebruiken zijn er veel meer bronnen over de gemeenschappen in de VS dan over die elders. Toch wordt uit de literatuur duidelijk dat verscheidene karakteristieken wereldwijd overeenkomsten vertonen. Het in veel landen gedeelde utopisme en de gedachte één lesbische beweging te scheppen, werd bij transnationale contacten soms gelogenstraft door nationale en lokale verschillen. Deze werden vooral veroorzaakt door wettelijke (on)mogelijkheden, culturele invloeden en soms nationalistische gevoelens. De grootste factor in deze is dat de communes, zeker in de beginjaren, zich organiseerden door middel van consensusdemocratie en daardoor elke gemeenschap in de gelegenheid was zelf het wiel uit te vinden. Nationale en transnationale contacten, met verspreiding van ideologie en literatuur, zorgden ervoor dat de communes in de loop van de jaren zeventig en tachtig steeds meer eigenschappen gingen delen.
Bij het inrichten van een (lesbisch) vrouwenland op basis van separatisme werden de bewoonsters doorlopend in beslag genomen door de kwesties wat niet en wat wel. Pas in de jaren negentig was sprake van een min of meer uitontwikkeld model en behoorden lange discussies en hooglopende ruzies goeddeels tot het verleden.

### Arm, maar vrij
De communes die als women's land bekend staan, werden gesticht op het platteland, met als doel er zonder mannen zo zelfvoorzienend als mogelijk te zijn en in vrijheid te leven. In materieel opzicht leidden de deelnemers van de communes, zeker in de eerste tien tot vijftien jaar van de geschiedenis, een pover bestaan. De communes werden vaak gesticht op goedkoop land en men bedreef landbouw op relatief arme grond. Als zelfvoorziening voor wat betreft voedsel al werd bereikt, dan was de landopbrengst niet genoeg om andere kosten te dekken. De communes bevonden zich meest op afstand van de steden, en daarmee niet alleen van voorzieningen, maar ook van mogelijkheden om andere economische activiteiten te ontplooien. Toch werkten (en werken) veel communeleden in reguliere banen, vaak tijdelijk of periodiek, om de kosten van levensonderhoud, zorg en belastingen te kunnen betalen. Anderen hebben ergens een vaste baan en verblijfplaats en brengen veel minder tijd in de communes door dan ze zouden willen. Al met al hebben de bewoonsters het vaak niet breed en hebben de gemeenschappen doorlopend moeite met de financiën.
In de communes bouwden deelnemers vaak zelf huizen en schuren, zonder al te veel kennis en materialen en soms bewust zonder machinegereedschap. Er was gebrek aan goede sanitatie en doordat men met veel mensen dicht op elkaar leefde had men last van schurft, infecties, luizen en ongedierte. Door de afgelegen locaties konden in kleinere gemeenschappen gevoelens van eenzaamheid optreden en daardoor moeten leden soms in ernstige depressies zijn geraakt.
Toch had het separatisme een grote aantrekkingskracht op talloze vrouwen. Velen moeten vanwege de omstandigheden zijn afgehaakt, maar er zijn ook duizenden vrouwen langere tijd in de gemeenschappen blijven wonen, of ze leven er nog steeds. Voor de deelnemers betekenen de communes een kleine fysieke, ideologische en emotionele ruimte waarin ze ervaringen kunnen hebben en delen die daarbuiten voor hen onbereikbaar zijn. In de context van de VS houdt dat onder meer in:
- Een grote persoonlijke vrijheid
- Een hechte band met het land waarop men leefde
- Interpersoonlijke relaties met gelijkgestemden
- Persoonlijke groei
- De mogelijkheid waarden om te zetten in praktisch gedrag
- Bijdragen aan een betere wereld

Ten slotte zijn de communes omgevingen waar vrouwen gedeeltelijk of geheel ontkleed werken en recreëren en dat ook zeer op prijs stellen. In de samenlevingen waar ze gevestigd zijn, bestaan daartegen meestal wettelijke of culturele bezwaren, of loopt men het risico als lustobject te worden gezien. In de communes kunnen vrouwen ge- of ontkleed zijn zonder er zelfs maar over na te hoeven denken.

### Relatie met het land
In de VS was landeigendom voor vrouwen tot ver in de negentiende eeuw wettelijk onmogelijk en daarna alleen weggelegd voor getrouwde vrouwen. Culturele factoren zorgden er daarna voor dat het eigendom toch meest bij de man werd gelegd. Als gevolg hiervan was landeigendom in handen van vrouwen in de jaren zestig nog een zeldzaamheid. Met een verscheidenheid aan wettelijke en vooral financiële constructies zorgde de communebeweging ervoor dat opeens veel meer vrouwen rechten op grond konden hebben. De leden van de communes in de VS ontwikkelden een hechte emotionele en soms spirituele band met het land dat ze in gebruik hadden.

### Vrije liefde
Het radicaal- en het lesbisch feminisme beschouwen het gezin als een instituut dat door het patriarchaat is geschapen om vrouwen te controleren en te domineren. Monogamie en jaloezie zijn in die doctrine instrumenten om dat gezin in stand te houden. Vrije liefde werd daarom gezien als een daad van verzet en vrijwel alle communes hadden als beleid dat zo min mogelijk vaste relaties werden gevormd, zeker in de eerste jaren. In een enkel geval werd door middel van loting besloten wie met wie het bed deelde. Ondanks de liefdesperikelen en soms echte drama's die de vrije liefde kon opleveren, beschouwden bewoonsters deze praktijk als verbindend voor de gemeenschappen en als een medium voor goede seks.

### Separatisme
In de gemeenschappen wordt een hoge graad van maatschappelijke afzondering bereikt, om vrouwen er talloze vrijheden te verschaffen in de afwezigheid van de mannen(maatschappij). Op lokaal niveau zijn er verschillen in hoeverre een penisvrije omgeving wordt nagestreefd en dat streven veranderde ook in de loop van de geschiedenis. In het begin was mannenbezoek vaak nog mogelijk, of werd samengewerkt met bijvoorbeeld een buurman. Kinderen waren soms welkom, maar van jongens moest vastgesteld worden tot welke leeftijd dat kon. In een iets later stadium radicaliseerden de meeste communes op dit gebied en werden er veel 'grensgeschillen' besproken of uitgevochten. Dat konden contacten met mannelijke verwanten zijn, of met heteroseksuele vrouwen, dan wel de aanwezigheid van mannelijke boerderijdieren. Het Deense Kvindelandet gold als radicaal separatistisch en er moet ooit een hooglopende ruzie hebben plaatsgevonden over de aanwezigheid van een hengstveulen en een haan.
Het was echter de toelaatbaarheid van transvrouwen die het meest van invloed zou zijn, door de maatschappelijke weerstand die dat in de loop van de jaren negentig zou oproepen. Binnen het radicaal- en lesbisch feminisme bestaat een hardnekkige canon, die transvrouwen niet beschouwt als vrouwen en hen daarom uit wil sluiten van de strijd voor vrouwenrechten. De aanhangers daarvan vormen een kleine minderheid binnen het feminisme, maar onder lesbisch-separatisten zijn ze sterker vertegenwoordigd. Veel communes hebben met deze kwestie geworsteld en een minderheid ervan laat nog steeds geen transvrouwen toe.

### Persoonlijke groei
In de ontstaansperiode was er nog een duidelijk verschil tussen vrouwen- en mannenwerk, maar in de communes werd dat laatste nooit door een man gedaan. De vrouwen leerden zichzelf en elkaar hun akkers te bewerken, bomen vellen met een kettingzaag, grondwater aanboren en naar onderkomens leiden, onderhoud van machines en het houden van boerderijdieren. Van vrijwel alle Amerikaanse gemeenschappen is bekend dat de leden een bijzonder genoegen beleefden in het bouwen van eigen onderkomens, vaak met de hand en relatief weinig gereedschap en middelen. In het Australische Amazon Acres gebeurde dat ook, maar de communes in Denemarken en Wales namen bestaande boerderijen over.

## Populatie
Het aantal vrouwen dat bij de beweging betrokken is (geweest), kan onmogelijk worden ingeschat, anders dan "in de duizenden". Het is altijd een vooral blanke beweging geweest en daarop is in de jaren tachtig veel kritiek gekomen. Afro-Amerikaanse lesbische vrouwen, en die van andere minderheden, hebben samenwerking met mannen in het bestrijden van racisme altijd belangrijker gevonden dan zich af te zonderen in een vrouwenomgeving. Hoewel de gemeenschappen daarna hun ideologie en richtlijnen hebben aangepast, heeft dat nauwelijks tot een bredere samenstelling geleid.
Een deel van de literatuur meent dat de communebeweging als vanzelf weinig divers is. Ten eerste kiest de grote meerderheid van Amerikaanse lesbo's partners van identiek ras, leeftijd, sociale klasse en dergelijke. Gemeenschappen die werden gevormd door (ex)geliefden, vriendinnen en kennissen zijn daarom weinig divers van samenstelling. Ten tweede zijn de waarden, organisatievormen en andere kenmerken vooral die van de links-liberale, blanke en goed opgeleide vrouwen van de Amerikaanse middenklasse, alle goede bedoelingen ten spijt.

## Verwant separatisme

### Lesbische nomaden
In de beginjaren was het 'open vrouwenland', waar elke vrouw zich kon vestigen en deelnemen aan de gemeenschap, min of meer het standaardmodel in de VS. Tegelijk was er de wens van veel lesbo's om het 'lesbisch land' te vinden en er deel van uit te maken, en de gedachte dat het lesbisch utopisme overal gedeeld werd. Dat leidde er in de VS toe dat tal van vrouwen soms hier en dan weer daar woonden, al was dat duidelijk niet goed voor de continuïteit van lokale gemeenschappen. Ook was er sprake van langs de communes rondtrekkende vrouwen. Die stonden bekend als reizende potten, maar verder is weinig in detail beschreven over het individuele leven van deze vrouwen. Een uitzondering daarop vormen de Van Dykes, waarvan bekend is dat ze in 1978, 1979 en deels 1980 met zes vrouwen in bestelbusjes door de VS en Mexico reisden, op zoek naar 'het pottenparadijs'.
Binnen en tussen landen van het voormalige Britse Rijk, maar ook wel elders in Europa, moeten lesbische vrouwen veelvuldig van en naar communes hebben gereisd. Dat werd soms afgewisseld met wonen in een kraakpand en het bezoeken van festivals. Het rondreizen werd iets wat door betrokkenen als een fenomeen werd herkend en men noemde ze "reizende vrouwen", "verwilderde vrouwen" of "zigeunervrouwen". Ze reisden individueel of in kleine groepjes en bekostigden hun bestaan van uitkeringen, tijdelijk werk en soms van niet geheel legale activiteiten. De vrouwen waren overwegend blank en afkomstig uit de arbeiders- of middenklasse.
Voor de communebeweging waren ze van belang bij het verspreiden van ideologie, literatuur en praktische kennis. De reizende vrouwen waren doorgaans meer separatistisch ingesteld dan lokaal gebonden bewoonsters. De laatsten wilden vaak nog contacten met mannelijke verwanten blijven onderhouden, iets waar de reizende lesbo's weinig aan deden. Op de Europese en Australische communes hebben de nomadische vrouwen een radicaliserende invloed gehad.

### Woonvormen
De kraakbeweging ontstond in de loop van de jaren zeventig in een aantal westerse landen, waaronder Groot-Brittannië en Nederland. Op een paar locaties vermengde zich dit verschijnsel met het feminisme en het separatisme en werden (lesbische) vrouwenkraakpanden gevestigd. In de Londense wijk Hackney bevonden zich eind jaren zeventig rond de 50 van dat soort panden, relatief dicht bij elkaar. Ze werden meest bewoond door Londense vrouwen, maar ook van de rondreizende vrouwen is bekend dat ze er vaak tijdelijk verbleven. Door de concentratie in een beperkt deel van Londen en het bijbehorend feministisch activisme konden ook andere activiteiten ontstaan. Voorbeelden daarvan zijn vrouwenboekhandel Sisterwrite en -café Sisterbite in Islington, diverse andere vrouwenwinkels en een vrouwen-pub.
In de jaren tachtig werden ook elders in Europa panden door vrouwen gekraakt en was er sprake van reizen daartussen. In Amsterdam bevonden zich onder meer de vrouwenkraakpanden La Louvre, 'De Kloof', een deel van het Handelsbladgebouw en 'De Wrakke Grond'. Een paar van die panden waren lesbisch-separatistisch ingesteld en mannen werden er niet toegelaten, ook verwanten niet.
In de VS en Canada is van diverse stedelijke gebieden bekend dat lesbische vrouwen er op communes lijkende woonvormen vestigden, vaak geïnspireerd door The Furies Collective in Washington.

### Het lesbisch land
Na de oproep van Jill Johnston in haar boek Lesbian Nation om te gaan bouwen aan een 'lesbisch land', raakte het lesbisch separatisme in een stroomversnelling die duurde tot midden jaren tachtig. Het waren de hoogtijdagen van de communes op het platteland en in de steden. Er ontstond een bloeiende lesbische- en vrouwencultuur, in de vorm van periodieken, boeken, muziek, festivals en mode, die ook een brede belangstelling genoot. Lesbische vrouwen stichtten bedrijven en instellingen die de vrouwencultuur ondersteunden, maar ook andere diensten vonden gretig aftrek. Samen met andere feministen werden instellingen voor zorg en veiligheid gesticht en/of gerund, waar de lesbo's met alleen maar andere vrouwen samenwerkten. De vele eilandjes van lesbische activiteit werden verbonden door netwerken van activisten, publicaties en ideologie.
Het 'lesbisch land' is altijd meer een metafoor geweest dan een daadwerkelijk streven naar een geografische afscheiding. De concepten organisatiestructuur, hiërarchie en nationalisme werden geacht uitvindingen van de mannenmaatschappij te zijn en iets dat moest worden afgewezen. Maar in de uitvoering begon de Lesbian Nation eind jaren zeventig trekken te vertonen van een virtuele vrijstaat, waarvan de bewoonsters in hun dagelijks leven nauwelijks nog contact met mannen hoefden te hebben. Dat was niet alleen het geval in de communes, maar ook in de steden.
De lesbisch-feministische ideologie en dito cultuur waren dominant onder politiek bewuste lesbo's in de VS, al moet de meerderheid van de lesbische vrouwen er afkerig van zijn geweest.

### Scheuren in de eenheid
Vanaf 1977 kwam er kritiek op de vooral blanke en hoger opgeleide achtergrond van de vrouwen die het lesbisch feminisme en separatisme vorm gaven. De communes in de VS deelden in die kritiek, die het eerst van zwarte lesbische vrouwen kwam, gevolgd door de chicana's van Mexicaanse oorsprong. Hun emancipatiestrijd had door raciale en culturele invloeden een ander karakter dan de mainstream-ideologieën en bovendien streden zij ook tegen onderdrukking door blanken, vrouwen daarbij inbegrepen. Zij werden gevolgd door vrouwen van andere etnische, seksuele en culturele minderheden die zich evenmin herkenden in het gedachtegoed van de Lesbian Nation. Het was de bijl aan de wortels van het radicaal feminisme, dat ervan uitgaat dat alle vrouwen samen één onderdrukte klasse vormen. Ook de leerstellingen van het cultureel feminisme, dat alle vrouwen van nature (dezelfde) superieure eigenschappen toedicht, waren onder die omstandigheden onhoudbaar. Genoemde ideologieën leden onder de kritiek dat ze vooral voor en door blanke westerse vrouwen waren opgesteld en de gedroomde internationale lesbische identiteit viel hiermee ook in duigen.

### Verval van het lesbisch separatisme
De feminist sex wars, een serie controverses over aan seksualiteit gerelateerde onderwerpen, deed afbreuk aan het lesbisch feminisme als geheel. Het separatisme kreeg bovendien steeds meer last van de staande praktijk van in- en uitsluiting van bepaalde groepen, waarbij de buitensluiting van transvrouwen door sommige ideologen en organisaties uiteindelijk zeer schadelijk is gebleken. Onder meer de begrippen queer en intersectionaliteit drongen de oudere ideologieën naar de achtergrond.
Hoewel ook het mainstream feminisme vaak vormen van separatisme beoefende, was men er wars van de modellen die het lesbisch separatisme voortbracht. De separatisten kregen er de stereotypen als "star", "vijandig" en "vegetarische mannenhaatsters". In de feministische en lesbische beeldvorming over de communes kregen die in de loop van decennia de karakteristieken "puriteins", "veel te radicaal", "te blank", en "humorloos activistisch".
Tegelijkertijd waren de samenlevingen waar het lesbisch separatisme werd beoefend, aan het veranderen. Onder invloed van diverse emancipatiebewegingen werden ze minder vrouw- en lesbovijandig en stegen de kansen van lesbische vrouwen op acceptatie. Waar het separatisme betrokkenen aanvankelijk een zeer gewenst "gevoel van erbij horen" had geboden, konden veranderende samenlevingen een nog dieper liggend verlangen bevredigen: de wens om "normaal, normaal en nog eens normaal" te zijn. Voor het bereiken daarvan werd separatisme als contraproductief beoordeeld en door de meerderheid als strategie verlaten.

### Symbolisch belang
Hoewel lang niet alle Amerikaanse lesbo's weten dat er nog communes bestaan, hebben ze in de vrouwencultuur een zekere symbolische waarde, zij het vaak vergezeld van het stigma "ouderwets". De romantiserende modestijl cottagecore geniet mede uit nostalgie over de communes een zekere populariteit onder lesbische vrouwen.

## De communes (selectie)

### Alapine
Alapine ligt in de Amerikaanse staat Alabama. Het werd in 1997 gesticht nadat een commune in Florida haar bezit ontgroeid was. Het is geen commune, maar wel een vorm van gemeenschappelijk landbezit. Het overkoepelende beheer kan een individuele verkoop blokkeren, om het karakter van de gemeenschap in stand te houden. De gedachte was dat er een wachtlijst zou ontstaan, maar het tegendeel is het geval en in 2019 waren er nog 45 kavels onbebouwd. Het vrouwendorpje van negentien huizen, huisjes en caravans ligt op ruim 40 hectare groen en golvend land. In 2019 woonden er nog veertien vrouwen, allen op leeftijd en ze leidden er een teruggetrokken bestaan.

### Amazon Acres
Amazon Acres was een commune in de Australische deelstaat New South Wales, die begin 1974 werd gesticht. De gemeenschap had de beschikking over zo'n 400 ha aan grond, dat werd gekocht met geld van een paar individuen, plus de opbrengst van fondsenwerving in Melbourne en Sydney. In wisselende samenstellingen telde de commune tussen tien en tientallen bewoonsters. Ongeveer 60 moeten er langere tijd gewoond hebben en nog eens 100 voor korte tijd. Ze bouwden er bescheiden onderkomens, vaak met de hand en aanvankelijk zonder machinaal gereedschap. Op de relatief arme grond probeerde men van alles te verbouwen, zonder veel succes. Hoewel de afstand naar de meest nabije buren 12 km bedroeg, was de lokale bevolking niet geheel op hun hand en de gemeenschap had last van pesterijen. Een buurvrouw betwistte hun recht van overpad en liet de enige weg naar de commune afgraven, waardoor alle bevoorrading te voet of te paard moest gebeuren. De vrouwen wonnen de juridische strijd die erop volgde, maar dat kostte twee jaar en de commune een groot deel van de bewoonsters.
Van meer blijvende invloed was het besluitvormingsproces van de in latere jaren steeds diversere bevolking. Het maken van afspraken werd moeilijker en de bereidheid zich eraan te houden nam af. Ook bestonden er geregeld spanningen over de hoeveelheid werk die individuele leden al dan niet verzetten. Er ontstond onderlinge strijd over de toelaatbaarheid van mannelijke kinderen en zo ja, tot welke leeftijd. Aanvankelijk was mannenbezoek mogelijk en verleende een buurman wel eens assistentie. Onder invloed van reizende vrouwen, die in Europa streng separatistisch waren geworden ontstonden felle discussies en zelfs hooglopende ruzies over dit onderwerp. Verschillen van inzicht over separatie leidden ertoe dat vrouwen van de gemeenschap op nabije grond twee concurrerende communes stichtten: Herland in 1980 en The Valley/The Vallee in 1982.
In 2019 woonde er niemand meer in Amazon Acres, hoewel de grond nog in eigendom was van een collectief dat het voor een eventuele toekomstige generatie bewaart.

### Camp Sister Spirit

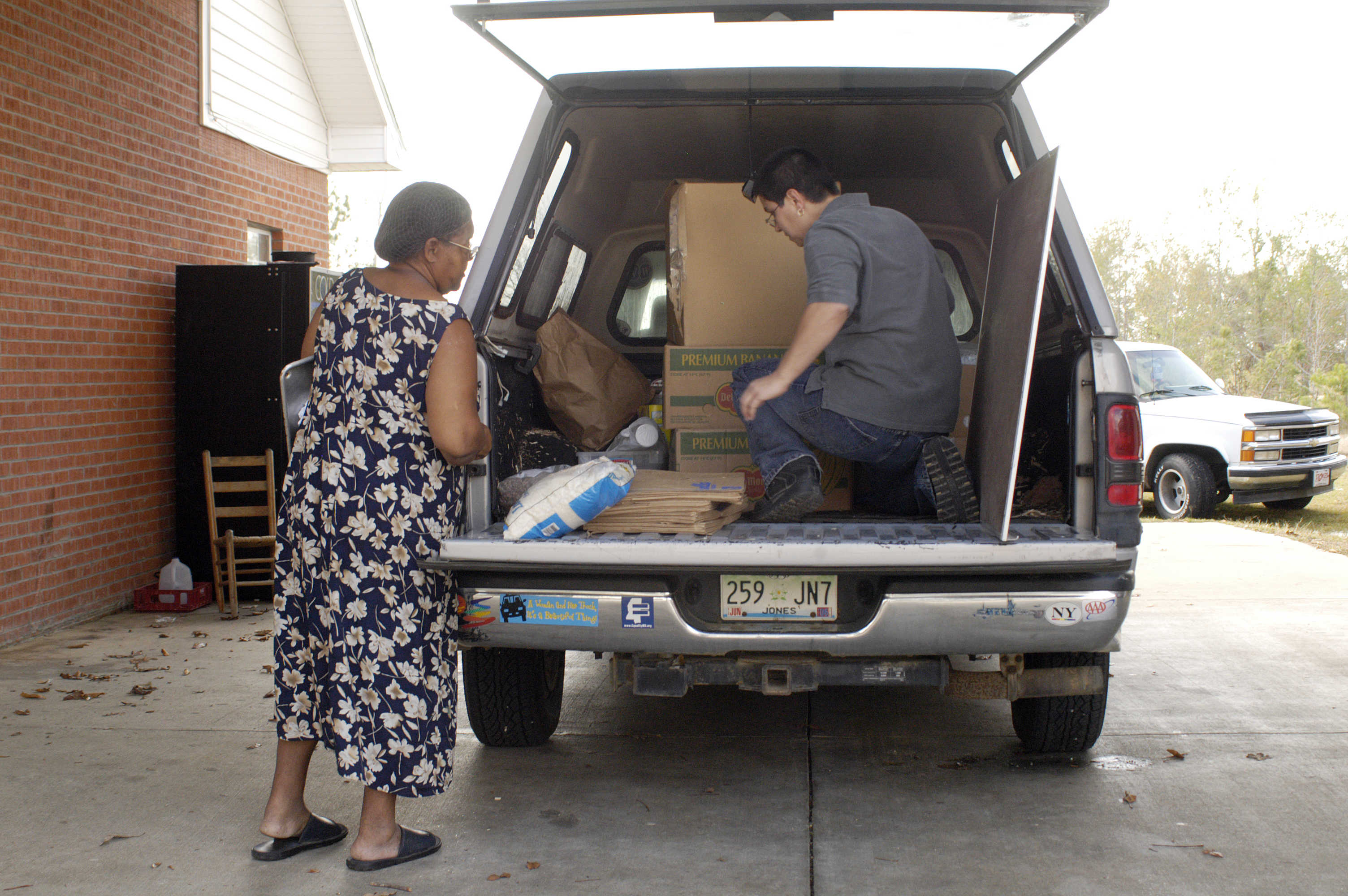
Een lid van Camp Sister Spirit brengt hulpgoederen voor getroffenen van de orkaan Katrina

Camp Sister Spirit werd in 1993 gesticht door het koppel Wanda en Brenda Henson. Zij kochten daarvoor een voormalige boerderij met bijna 50 ha grond nabij het gehucht Ovett in Jones County in Mississippi. Een jaar later woonden er ongeveer 20 vrouwen.
Vanaf had begin was er veel weerstand vanuit de plaatselijke bevolking. Er werden protestbijeenkomsten gehouden en rechtszaken voorbereid. De Hensons kregen dreigtelefoontjes en -brieven, een dode hond werd aan de brievenbus gehangen en gewapende dronken mannen doken 's nachts op het terrein op. In 1994 stuurde minister van Justitie Janet Reno bemiddelaars naar Ovett, maar zette tegelijk de FBI op de zaak. In de loop van tien jaar trok althans een deel van de bevolking bij en had de commune een goede relatie met de directe buren. Na het overlijden van Brenda Henson in 2008 werd de commune opgeheven.

### Cefn Foellat
Nabij Lampeter in Wales werd een boerderij met wat land gekocht door twee vrouwen uit Londen, die het ook openstelden voor andere vrouwen. Het was relatief klein, met een akker van één ha, een huis en wat bijgebouwen. Eind jaren zeventig was het een thuis voor twee tot 30 vrouwen uit heel Europa, met name Duitsland, en waren de beide eigenaren in feite verjaagd. Consumptie van vlees en alcohol was verboden in Cefn Foellat. De commune werd veelvuldig bezocht door reizende vrouwen, die een bezoek bijvoorbeeld combineerden met een (tijdelijk) verblijf in de vrouwenkraakpanden in Hackney.

### HOWL
Het Huntington Open Women's Land (HOWL) werd in 1986 gesticht in de staat Vermont in de VS. Het meet ongeveer 20 ha, gelegen in een natuurgebied dat populair is bij wandelaars. In 2019 had het geen vaste bewoonsters meer, maar een bestuur van vijf personen in de zestig zag toe op het beheer. In 2009 werd het opengesteld voor transvrouwen, tot ongenoegen van sommige betrokkenen. Het werd in 2019 in elk geval gebruikt voor kamperen en andere recreatieve doelen, meest oudere feministen.

### Kvindelandet
Het idee voor een 'Vrouwenland' (Kvindelandet in het Deens) kwam tot stand in de lesbische week van het vrouwenkamp Femølejren in 1975. In de loop van 1978 kochten vijf vrouwen met behulp van een hypotheek een bestaande boerderij op het Deense platteland, met tien ha grond, zo'n 22 km ten noorden van Viborg. De commune werd bewoond door tussen de 20 en 60 vrouwen en ze was vanaf het begin een internationale onderneming. Er woonden vrouwen uit onder meer Denemarken, Zweden, Noorwegen en Duitsland, permanent of tijdelijk. Het was ook een relatief open gemeenschap, waar altijd plek was voor bezoeksters. Kvindelandet had drie basisregels: geen mannen, geen vlees en geen alcohol.
Men trachtte er op het gebied van voedsel zelfvoorzienend te zijn en slaagde daarin doorgaans ook. Andere onkosten werden betaald uit uitkeringen van bewoonsters, loon van tijdelijk werk en giften van bezoeksters. Men sliep gezamenlijk in gedeelde huizen en hutten, verdeelde het werk onderling, kookte en at samen, en men bewerkte het land het liefst zonder kleren aan. Het nemen van beslissingen op basis van consensus verliep er meestal vrij makkelijk, al kon men pittige discussies hebben over de mate waarin het separatisme beoefend moest worden.
In 1983 werd vlak bij de commune naar gas geboord en de gemeenschap kreeg last van glurende mannen en andere overlast. In de loop van dat jaar werd besloten Kvindelandet op te heffen.

### OLHA
De Ozark Land Holding Association (OLHA) werd in 1981 gesticht op 241 ha bosland in Madison County in de staat Arkansas. Op periodieke vergaderingen, waar beslissingen genomen worden volgens een consensus -1-model, staat een belangendriehoek centraal. Men kijkt of een beslissing gunstig uitvalt, zowel voor het individu, als voor de gemeenschap en het land. Het is een nadrukkelijk lesbische commune. Tot 1998 werden er geen mannen toegelaten en daarna alleen in het hoofdgebouw, nadat alle bewoonsters op de hoogte zijn gebracht. Medio 2022 woonden er vijftien vrouwen en het is het enige nog bestaande women's land in Arkansas.

### OWL
Het Oregon Women's Land (OWL) werd in 1975 bedacht op een bijeenkomst in WomanShare. Het kwam voort uit de wens alle leden van de commune zeggenschap te geven over de grond, onafhankelijk van hun financiële mogelijkheden. Zo'n 40 vrouwen namen aan het project deel, waarbij onder meer een trust werd opgezet. Met het geld dat de OWL Trust verkreeg, werd een stuk land van bijna 60 ha aangeschaft, waar de OWL Farm werd opgericht. De commune stond open voor een verscheidenheid aan vrouwen, inclusief eventuele dochters.

### WomanShare
De commune WomanShare werd in 1974 opgericht door drie vrouwen uit Montreal. De aankoop van het land in de Amerikaanse staat Oregon werd betaald uit de erfenis van een van hen. Vanwege een overtuigd collectivisme hadden ze alle drie eigendomsrechten, al ging dat niet zonder slag of stoot. Samen met twee nieuwkomers bouwden ze met de hand, zonder veel kennis of gereedschappen, hun eerste onderkomens. WomanShare beschikte over elektriciteit en warm water en dat was onder gemeenschappen in Oregon uitzonderlijk.

### Women's Land
In Willits in de staat Californië bevond zich een kleine commune, die werd gesticht door de schrijfster en wetenschapper Sally Miller Gearhart en haar partner Jane Gurko. Ze leefden er met een groep van ongeveer tien vrouwen en bouwden zelf hun onderkomens op zo'n 40 ha. Ze woonden er niet permanent maar alleen in de weekends en in vakanties, en mannen waren er niet welkom. In de loop van de jaren negentig verhuisde in elk geval Gearhart naar de commune om er permanent te verblijven. De hutten waarin men leefde hadden toen al elektriciteit, warmte en stromend water. Nadat Gurko in 2010 overleed, raakte de gemeenschap in verval.